# بی‌آبرو ۲
بی‌آبرو ۲ (به انگلیسی: Dishonored 2) یک بازی ویدئویی در سبک اکشن-ماجرایی و مخفی‌کاری که توسط آرکین استودیوز ساخته شده‌است و بوسیلهٔ بتزدا منتشر شد. این بازی دنباله‌ای بر قسمت اول بی‌ابرو به‌شمار می‌رود که در ۱۱ نوامبر ۲۰۱۶ برای مایکروسافت ویندوز، پلی‌استیشن ۴ و اکس‌باکس وان عرضه شد.